# معركة الفاشر
معركة الفاشر هي معركة مستمرة حتى الآن للسيطرة على مدينة الفاشر في ولاية شمال دارفور وذلك ضمن الصراع السوداني الذي بدأ عام 2023. وقعت المعركة الأولى للسيطرة على المدينة في الفترة ما بين (15 - 20 أبريل 2023)، وانتهت جزئيًا بعد الاتفاق على وقف إطلاق النار الذي استمر حتى 12 مايو. واندلعت الاشتباكات مرةً أخرى في الفترة ما بين (12 - 29 مايو)، وانتهت مرة أخرى بوقف إطلاق نار أكثر استقرارًا استمر حتى شهر أغسطس. وبحلول سبتمبر أصبحت المدينة ملاذًا للاجئين من جميع أنحاء دارفور وجوارها، دون وجود ما يكفي من الغذاء والماء.
مع تعمق الأزمة بدأت الأمم المتحدة خطتها لسحب بعثتها السياسية من السودان بحلول ديسمبر 2023. وقال ناثانيل رايموند محقق الأمم المتحدة في مجال حقوق الإنسان، "إذا سقطت الفاشر، فإن قوات الدعم السريع ستكون قادرة على استكمال الإبادة الجماعية التي بدأها الجنجويد من خلال التطهير العرقي لأولئك الذين لم يقوموا بتهجيرهم أو قتلهم حتى الآن".